# Хоукс, Ллойд Кортес
Ллойд Кортес Хоукс (англ. Lloyd Cortez Hawks) (13 января 1911 – 26 октября 1953) – сержант первого класса Армии США, участник Второй мировой войны, кавалер высшей военной награды США – Медали Почёта за вынос двух раненных из под интенсивного огня противника, также кавалер награды Серебряная звезда и медали Пурпурное сердце.
Родился в городе Бекер, штат Миннесота. Когда ему было 9 лет, семья переехала в Мичиган.
Вступил в Армию США в 1942 году, с января 1944 года служил рядовым первого класса в медицинском отделении 30-го пехотного полка 3-й пехотной дивизии.
30 января 1944 года, недалеко от Карано, Италия под интенсивным огнём противника оказал помощь двум раненным, находящимся в 30 метрах от позиции противника, и, несмотря на собственное ранение, вынес их с поля боя, протащив на себе 50 метров до своих позиций. За свой подвиг 15 января 1945 года был представлен к Медали Почёта.
Находясь на лечении в армейском госпитале, Хоукс получил письмо поддержки от некой Коры Торкельсон. По возвращении Хоукса в Штаты и их встречи и знакомства, они поженились 13 января 1946 года.
По окончании Второй мировой войны продолжил службу в армии, участвовал в Корейской войне, дослужился до звания сержанта первого класса.
Умер в 1953 году в возрасте 42 лет от сердечного приступа. Похоронен на кладбище города Парк-Рапидс.